# Rio do Sul
Rio do Sul este un oraș în Santa Catarina (SC), Brazilia.